# Municipio de Strool
El municipio de Strool (en inglés: Strool Township) es un municipio ubicado en el condado de Perkins en el estado estadounidense de Dakota del Sur. En el año 2010 tenía una población de 51 habitantes y una densidad poblacional de 0,55 personas por km².

## Geografía
El municipio de Strool se encuentra ubicado en las coordenadas 45°31′13″N 102°45′45″O / 45.52028, -102.76250. Según la Oficina del Censo de los Estados Unidos, el municipio tiene una superficie total de 93.12 km², de la cual 90,94 km² corresponden a tierra firme y (2,33 %) 2,17 km² es agua.

## Demografía
Según el censo de 2010, había 51 personas residiendo en el municipio de Strool. La densidad de población era de 0,55 hab./km². De los 51 habitantes, el municipio de Strool estaba compuesto por el 100 % blancos. Del total de la población el 0 % eran hispanos o latinos de cualquier raza.